# 296928 Francescopalla
296928 Francescopalla è un asteroide della fascia principale. Scoperto nel 1994, presenta un'orbita caratterizzata da un semiasse maggiore pari a 3,0147055 UA e da un'eccentricità di 0,2323269, inclinata di 10,78460° rispetto all'eclittica.